# 小原弘稔

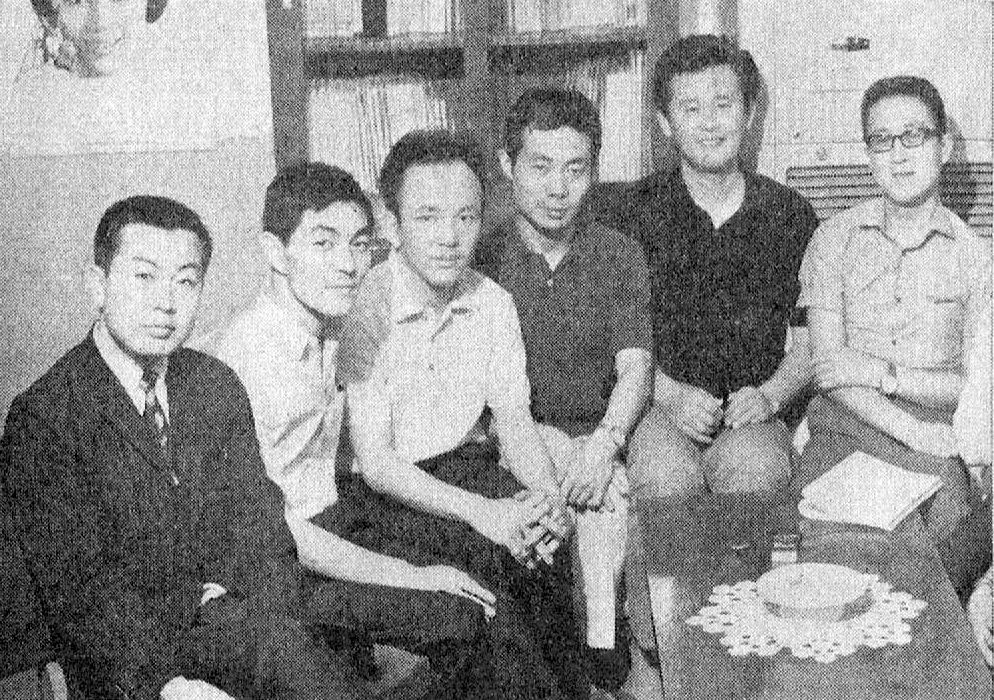
1966年撮影、左より岡田敬二、小原弘亘、柴田侑宏、酒井澄夫、阿古健、植田紳爾

小原 弘稔（おはら ひろとし、本名・弘亘（ひろのぶ）、1934年 - 1994年3月7日）は、劇作家、演出家である。元宝塚歌劇団理事。
宝塚歌劇団の演出家として活躍し、主にレビューやショーの作・演出を手がけた。

## 略歴
- 滋賀県出身[1]。
- 1956年、宝塚歌劇団に入団。
- 1960年、ミュージカル『新・竹取物語』で大劇場公演としての演出家デビューを果たす。
- 1974年、グランド・レビュー『イマージュ』から、演出家名を小原弘亘から小原弘稔に変更。
- 1984年、『ザ・レビューII -TAKARAZUKA FOREVER-』の主題歌は、宝塚歌劇団を代表する楽曲の一つとなり、イベント等で歌い継がれるようになる。
- 1987年、『ME AND MY GIRL』初演の脚色・演出を手掛ける。異例の1年間ロングラン公演となる。また、新人公演で当時研究科1年（入団1年目）の天海祐希を主演のビルに抜擢した。
- 1988年、バウホール公演『リラの壁の囚人たち』の脚本・演出を手掛ける。この作品は、1988年の『ツーロンの薔薇』、1991年の『グランサッソの百合』と合わせ、後に「第二次世界大戦レジスタンスシリーズ3部作」と呼ばれている。
- 同年、ニューヨーク・ラジオシティ・ミュージックホールでの海外公演『タカラヅカ・フォーエバー!』の作・演出を担当する。
- 1990年、星組大劇場公演『メイフラワー』（芝居）と『宝塚レビュー 90』（ショー）の作・演出を一人で手掛ける。通常、芝居とショーで2部仕立ての構成の場合は、芝居とショーはそれぞれ別の演出家が担当することが通例で、一人で両方を担当するのは極めて稀なケースであった（当初芝居は別の演出家が担当予定が急な退団のため）。
- 1993年、新・宝塚大劇場公演こけら落とし公演のショー『PARFUM DE PARIS』の作・演出を手掛ける。
- 1994年、自身が手掛けた『コート・ダジュール』が東京宝塚劇場で上演中に、肺がんのため死去。享年60。天海トップ時代のショーを80周年に担当予定であった。
- 2014年、『宝塚歌劇の殿堂』最初の100人のひとりとして殿堂表彰[2][3]。

## 主な作品

### 大劇場公演（芝居）
- 『新・竹取物語』（1960年・雪組）宝塚大劇場デビュー作品
- 『トランペット・オルフェ』（1962年・月組）
- 『ブロードウェイ・テンペスト』（1964年・雪組）
- 『グッドバイ海賊』（1965年・雪・星組合同）
- 『永遠のスーザン』（1966年・月組）
- 『メイフラワー』（1983年・花組、1990年・星組）
- 『ME AND MY GIRL』[4]（1987年・月組）＊脚色・演出
- 『スパルタカス』（1992年・花組）

### 大劇場（ショー）
- 『ワンダフル・タウン』（1967年・月組）
- 『愛と夢とパーティ』（1968年・雪組）
- 『愛の交響詩』（1969年・花組）
- 『元禄絵巻・炎』（1970年・花組）
- 『ジョイ!』（1971年・花組・雪組）[5]
- 『ジューン・ブライド』（1972年・雪組）
- 『ゴールデン・サウンド』（1973年・星組）
- 『アン・ドウ・トロワ―ファンタジア・タカラヅカ』（1974年・花組）
- 『イマージュ』（1975年・月組）
- 『マンハッタン・ラグ』（1977年・雪組）
- 『ラブ・メッセージ』（1978年・月組）
- 『オールマン・リバー』（1979年・雪組）
- 『ザ・スピリット』（1980年・花組）
- 『クレッシェンド!』（1981年・星組）
- 『ジョリー・シャポー』（1982年・月組）
- 『ゴールデン・ドリーム』（1982年・雪組）
- 『ザ・レビューII -TAKARAZUKA FOREVER-』[6]（1984年・月組）
- 『メモアール・ド・パリ』（1986年・花組）
- 『ブギ・ウギ・フォーリーズ』（1986年・星組）
- 『ダイナモ!』（1988年・雪組）
- 『フォーエバー!タカラヅカ』（1988年・花組）
- 『ディガ・ディガ・ドゥ』（1989年・星組）
- 『宝塚レビュー 90』（1990年・星組）
- 『ザ・フラッシュ!』（1991年・花組）
- 『PARFUM DE PARIS』（1993年・星組）
- 『コート・ダジュール』[7]（1993年・雪組）

### その他の劇場の公演
- 『吹雪の青春－若きアルピニスト達－』（1961年・花・月組合同・宝塚新芸劇場）
- 『榛名由梨ゴールデン・タイム』（1979年・月組・宝塚バウホール）
- 汀夏子サヨナラリサイタル『スター・ザ・サンシャイン』（1980年・雪組・宝塚バウホール）
- バウ・ショー『榛名由梨ゴールデンタイムII』[8]（1985年・花組・宝塚バウホール）
- 『ジャパン・ファンタジー』（1985年・花組・第5回ハワイ公演第1部）
- 『ドリームズ・オブ・タカラヅカ』（1985年・花組・第5回ハワイ公演第2部）
- 『リラの壁の囚人たち』（1988年・月組・宝塚バウホール）
- 『ツーロンの薔薇』（1988年・1990年・雪組・宝塚バウホール）
- 『タカラヅカ・フォーエバー』（1989年・合同・ニューヨーク、ラジオシティ・ミュージックホール）
- 『グランサッソの百合』（1991年・星組・宝塚バウホール）

### ディナーショー
- 涼風真世ディナーショー『スターライト・ファンタジー』（1988年・月組）
- 一路真輝ディナーショー『ゴールデンメモリー』（1989年・雪組）
- 紫苑ゆうディナーショー『ワンダフル・ナイト』（1989年・星組）
- 一路真輝ディナーショー『夢飛行』（1990年）
- 紫苑ゆうディナーショー『パリ・クルセイダー』（1991年・星組）
- 紫苑ゆうディナーショー『ジャスト・イン・タイム』（1991年・星組）
- 朝香じゅんディナーショー『メモリーズ・オブ・ユー』（1991年・花組）
- 真矢みきディナーショー『MIKI IN PERSON』（1993年・花組）